# Đakovički okrug
Đakovički okrug (albanski: Qarku i Gjakovës, srpski: Ђаковички округ) je okrug na Kosovu. Sjedište je u gradu Đakovici.

## Podjela
Okrug se djeli na tri općine:
- Dečani
- Đakovica
- Orahovac